# Jan van Westenbrugge
Jan Leendert Floris van Westenbrugge (Kerkwerve, 12 november 1948) is een Nederlands organist en componist.

## Biografie

### Jeugd en opleiding
Van Westenbrugge werd geboren in het Zeeuwse dorp Kerkwerve en groeide op in een hervormd gezin. Zijn vader was hoofdonderwijzer en organist aan de Nicolaaskerk van Brouwershaven. Vlak na zijn geboorte woonde hij in Spijkenisse. In 1958 verhuisde het gezin naar Maassluis. Op jonge leeftijd kreeg hij orgellessen, eerst van zijn vader en daarna bij Herman van Vliet en Jan Brandwijk. Op zijn twaalfde begeleidde hij van de kinderkerk en de zondagsschool de samenzang van jeugdsamenkomsten. Hij behaalde zijn diploma na het examen bij André Verwoerd aan de NOV in Utrecht. Eind jaren 80 volgde hij een dirigeercursus bij Ben Feij. 

### Loopbaan
Van Westenbrugge werd in 1967 benoemd tot organist aan de hervormde Immanuëlkerk in Rozenburg en Het Kruispunt in Maasdijk. In 1974 werd hij benoemd tot vaste organist van de hervormde kerk in Wateringen. Hij bespeelt hier het in 1983 door Ernst Bernhard Koch geheel vernieuwde Bätz-Witte-orgel uit 1874. Later ging hij zich ook toeleggen op compositie, vooral van koraalbewerkingen. Hij geeft concerten in Nederland en in het buitenland. Daarnaast begeleidt hij zangkoren en speelt hij uitvaartmuziek bij begrafenissen in de Haagse regio. Van hem zijn cd-opnamen uitgebracht op diverse kerkorgels, waaronder het Bätz-orgel in de Lutherse kerk in Den Haag, het Garrels-orgel van de Groote Kerk in Maassluis, het Flentroporgel van de Grote Kerk in Breda en het Wateringse orgel waarvan hij de vaste bespeler is.

## Prijzen en onderscheidingen
Van Westenbrugge is meerdere malen onderscheiden. Zo ontving hij in 1992 in Parijs de medaille van de Société Académique Arts, Sciences et Lettres, wegens zijn 25-jarig jubileum. In 2007 ontving hij een gouden draaginsigne en werd in datzelfde jaar benoemd tot  Lid in de Orde van Oranje Nassau. In 2017 ontving hij wegens zijn 50-jarig jubileum een zilveren draagspeld van de gemeente Westland. Op 1 maart 2025 ontving Van Westenbrugge de gouden speld met briljant van de Protestantse Kerk Nederland voor zijn 51-jarig jubileum als kerkorganist van de Hervormde Gemeente Wateringen.

## Discografie
- Moments, met Leon Koppelman (panfluit)
- Kerstsuite
- Jubileumconcert
- Het Garrels-orgel
- Jan van Westenbrugge in concert
- Westlandse orgelklanken

## Bladmuziek
- Voorspelen (deel 1, 2, 3, 4, en 5)
- Psalmen (deel 1, 2 en 3)
- Paasfantasie
- 7 Psalmbewerkingen
- Als Hij maar van mij is
- Kerstsuite voor orgel
- Een naam is onze hope
- Neem mijn leven, laat het, Heer
- Dat Israël nu zegge, blij van geest